# Filip Sasínek
 Filip Sasínek (* 8. ledna 1996) je český atlet, držitel několika národních běžeckých rekordů. V roce 2017 vybojoval na halovém ME v Bělehradě bronzovou medaili v běhu na 1500 metrů.

## Kariéra
Začínal jako hokejista, atletiku nejdříve bral jako doplňkový sport, později se jí v atletickém oddíle AK Hodonín věnoval naplno.  V juniorské kategorii běhal nejčastěji trať 2000 metrů překážek, s přechodem do kategorie dospělých se orientoval zejména na běh na 1500 metrů. Poprvé se v této disciplíně výrazně prosadil v roce 2016 na mítinku Zlatá tretra, kde zvítězil a v novém osobním rekordu 3:36,32. V této sezóně startoval na evropském šampionátu v Amsterdamu, kde obsadil v běhu na 1500 metrů osmé místo.
Jeho zatím největší úspěch je bronzová medaile v běhu na 1500 metrů, kterou vybojoval na halovém mistrovství Evropy v Bělehradě v roce 2017.  Ve stejné sezóně se stal mistrem republiky na 1500 metrů. Na mistrovství Evropy do 23 let v červenci 2017 získal stříbrnou medaili v běhu na 1500 metrů.
V sezóně 2018 měl zdravotní problémy s achilovkou a nestartoval na mistrovství Evropy. Mezi evropskou mílařskou špičku se vrátil v další sezóně. V březnu 2019 vybojoval čtvrté místo na evropském halovém šampionátu v Glasgow.
V říjnu 2023 se oženil s atletkou Kristiinou Mäki, s níž má syna Kaapa.

## Osobní rekordy

### Dráha
- 800 m - 1:46,24 (Göteborg, 2020)
- 1500 m - 3:35,02 (Ostrava, 2020)
- 1000 m - 2:17,05 (Szczecin, 2020)
- 1 míle – 3:59,02 (Ostrava, 2019)
- 2000 m – 4:57,60 (Bydgoszcz, 2020) NR

### Hala
- 800 m - 1:47,75 (Ostrava, 2019)
- 1500 m – 3:36,53 (Toruń, 2021) NR
- 3000 m – 7:54,31 (Luxembourg, 2023)

- 1000 m - 2:19,62 (Praha, 2021)
- 1 míle – 3:57,62 (Ostrava, 2023) NR